# Mercer County, Illinois
Mercer County är ett administrativt område i delstaten Illinois, USA. År 2010 hade countyt 16 434 invånare. Den administrativa huvudorten (county seat) är Aledo. 

## Geografi
Enligt United States Census Bureau så har countyt en total area på 1 473 km². 1 453 km² av den arean är land och 20 km² är vatten.

### Angränsande countyn
- Rock Island County - nord
- Henry County - öst
- Knox County - sydost
- Henderson County - syd
- Warren County - syd
- Des Moines County, Iowa - sydväst
- Louisa County, Iowa - väst